# إيدس (كولورادو)
إيدس (بالإنجليزية: Eads)‏ هي بلدة تقع في مقاطعة كيووا، كولورادو بولاية كولورادو في الولايات المتحدة. تأسست عام 1887، تبلغ مساحتها 1.2 (كم²)، وترتفع عن سطح البحر 1286 م، بلغ عدد سكانها 609 نسمة في عام 2010 حسب إحصاء مكتب تعداد الولايات المتحدة وتصل الكثافة السكانية فيها 622.5 نسمة/كم2.

## وصلات خارجية
- Town of Eads
- The US50 - Cities and Towns in Colorado State
- Colorado Cities and Towns, Facts, Map, Flag, Colleges, Government, and More